# Força Aérea Paraguaia
A Força Aérea Paraguaia (designação original em castelhano: Fuerza Aérea Paraguaya) é uma divisão das Forças Armadas do Paraguai, responsável pela defesa aeroespacial da nação. Seu comandante atual é o general de divisão Eladio Casimiro Gonzalez Aguilar.
O comando geral da FAP está localizado em Ñu Guazú [es], na cidade de Luque, região metropolitana de Assunção.

## História

### Início: Escola de Aviação Militar
A Escola da Aviação Militar do Paraguai foi fundada em 22 de fevereiro de 1923, através do Decreto n.º 15.787, na Base  Aérea de Ñu-Guazú. Seu primeiro diretor foi o tenente-aviador italiano Nicolás Bó. Suas primeiras aeronaves foram restauradas depois de terem sido usadas em combates.
Com a contratação de oficiais de uma missão militar francesa, a EAM passou a atuar regularmente, através do Decreto n.º 21.767 de 18 de setembro de 1925. A partir de então, teve início a reorganização da Aviação Militar Paraguaia, equiparando-se às demais armas, sendo oficialmente inaugurada em 31 de março de 1926. Foi realizada uma completa reorganização da EAM, com a compra de novas aeronaves de treinamento, que chegaram em 1927. Os primeiros cursos de pilotagem e mecânica iniciaram em junho de 1927 e, em 25 de março de 1928, são formados os primeiros aviadores militares. Em 31 de agosto de 1928, formam-se os primeiros mecânicos da EAM. A segunda formação de mecânicos de aviação militar acontece em 14 de janeiro de 1930 e em 22 de abril do mesmo ano, a segunda formação de pilotos militares. Também em 1930, a missão militar francesa deixa o país, por ter concluído seu trabalho na Escola de Aviação Militar.
Em 1931, uma missão militar da Argentina chega ao Paraguai e no ano seguinte assume o comando da EAM, até 8 de março de 1933, quando assume o comando da EAM o capitão de corveta e engenheiro naval paraguaio José Bozzano.

### Capacitação para a Guerra do Chaco
Com a iminência de um possível agravamento do conflito com a Bolívia, na chamada Guerra do Chaco, procurou-se melhor equipar a aviação militar, adquirindo da França em 1928, caças Wibault 7 [en], que iriam equipar a Primeira Esquadrilha de Caça da Força Aérea Paraguaia. Foram adquiridos também bombardeiros franceses Potez 25 [en], que equiparam a Primeira Esquadrilha de Reconhecimento e Bombardeio. Em 1932 chegou uma segunda remessa de bombardeiros Potez 25, que equiparam a Segunda Esquadrilha de Reconhecimento e Bombardeio. No início de 1933 chegaram os  caças italianos Fiat CR.20 [en], que integraram a 11.ª Esquadrilha de Caça. Entre 1931 e 1933, a aviação militar recebeu também doze aeronaves, que integraram a Esquadrilha de Transporte, assim como várias aeronaves de treinamento.

### Desenvolvimento

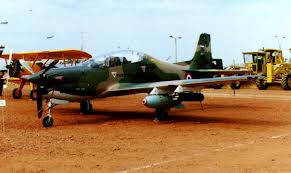
Embraer AT-27 da Força Aérea Paraguaia.

Terminada a Guerra do Chaco, planejou-se aumentar o poder da Força Aérea, comprando da Itália sessenta novas aeronaves. No entanto, este número foi reduzido depois para vinte aeronaves, sendo criadas duas esquadrilhas de caça, uma de bombardeio, uma de transporte e outra de treinamento. Nos anos 40, foram adquiridas mais aeronaves de treinamento. Em 1954 é fundado o Transporte  Aéreo Militar. Nos anos 60, a partir da aviação militar, é criada a  Líneas Aéreas Paraguayas. Acordos de cooperação com os Estados Unidos desenvolveram o transporte aéreo  militar nos anos 60 e 70. De outro lado, uma cooperação com o Brasil desenvolveu especificamente a aviação de treinamento paraguaia, especialmente nos anos 70. Nesta época foi criada a Primeira Esquadrilha de Demonstração Aérea. Em 1980 é criado o Grupo Aerotático, com a compra dos primeiros caças a jato, os brasileiros Embraer  AT-26 Xavante. Posteriormente, chegariam os também brasileiros Embraer AT-27 e os norte-americanos Lockheed AT-33.
Em 29 de junho de 1989, pelo Decreto n.º 70 foi renomeado o Comando de Aeronáutica para Comando da Força Aérea. Em 2012, foram feitas novas mudanças na organização da Força Aérea, com a criação de órgãos como o Centro  Integrado  de  Vigilância Aérea.

## Missão e objetivos
Sua missão é a salvaguarda da integridade territorial e defesa das autoridades legitimamente constituídas, contribuindo para a defesa do Paraguai no âmbito da indústria aeroespacial. 

## Estrutura
Informações: 
Comando da Força Aérea Paraguaia
- Estado Maior Especial (EME)
  - Auditoria Interna Institucional
  - Capelania Militar
  - Centro Financeiro Nº 4
  - Centro de Treinamento Físico Especializado (CEFIE)
  - Direção de Comunicação Social
  - Direção de Comunicações e Eletrônica
  - Direção de Informática
  - Direção Jurídica
  - Direção de Obras
  - Direção de Tecnologias da Informação e Comunicação da Força Aérea (DITICFAE)
  - Departamento de Patrimônio
- Estado Maior Geral (EMGFAER)
  - Direção de Pessoal (A1)
  - Direção de Inteligência (A2)
  - Direção de Operações (A3)
  - Direção de Logística (A4)
  - Direção de Assuntos Civis (A5)
- Prefeitura Geral da Aeronáutica (PGA)
  - Centro Integrado de Vigilância Aérea (CIVA)
  - Polícia Aeronáutica (PA)
  - Departamento de Contingência
- Comando de Regiões Aéreas (COMREGAER)
  - Comando da Região Ocidental (COMRAOCC)
  - Comando da Região Oriental (COMRAOR)
  - Direção Ambiental (DIRAMB)
  - Corpo de Bombeiros Ambientais da FAP (CBAMBFAP)
  - Direção de Comunicações e Meteorologia (DIRCOME)
  - Direção Agropecuaria e Florestal (DIRAGROFOR)
  - Direção de Transporte e Oficinas (DIRTRATA)
  - Grupo de Infraestrutura e Engenharia (GII)
- Comando de Institutos Aeronáuticos de Ensino (CIAERE)
  - Escola de Comando e Estado Maior da Força Aérea (ECEMFAER)
  - Escola de Aperfeiçoamento de Oficiais da Força Aérea (EPOFAER)
  - Centro de Formação de Oficiais de Reserva (CIMEFOR)
  - Escola de Formação de Sub Oficiais da Força Aérea (EFSOFAER)
  - Centro de Instrução Especializada (CIEFAER)
  - Centro de Estudos de Idiomas da Força Aérea (CEIFAER)
  - Direção de Bandas Militares da Força Aérea (DIBAMFAER)

- 1ª Brigada Aérea (Base Aérea de Ñu Guasú - Luque)
  - Grupo Aerotático (GAT)
    - 1º Esquadrão de Caça "Guaraní" - Inativo
      - Esquadrilha "Órion"
      - Esquadrilha "Centauro

    - 2º Esquadrão de Caça "Indios" - Inativo
      - Esquadrilha "Taurus"
      - Esquadrilha "Scorpio"

    - 3º Esquadrão de Caça "Moros" - Ativo
      - Esquadrilha "Gamma"
      - Esquadrilha "Omega"

  - Grupo Aérea de Instrução (GAI)
    - Esquadrilha "Antares"
    - Esquadrilha "Pantera"
    - Esquadrilha "Halcon"

  - Grupo de Transporte Aéreo (GTA)
    - Esquadrilha de Transporte Aéreo
    - Esquadrilha Presidencial

  - Grupo Aéreo de Helicópteros (GAH)
  - Grupo Aéreo de Transporte Especial (GATE)

- Brigada Aerotransportada (Base Aérea de Ñu Guasú - Luque)
  - Batalhão de Paraquedistas
  - Batalhão de Apoio e Serviço
  - Esquadrão de Paraquedismo
- Brigada Logística
  - Direção de Intendência (DSI)
  - Direção de Transporte Terrestre (DSTT)
  - Direção de Serviços de Saúde (DSS)
  - Direção de Material Bélico (DMB-DIMABEL)
  - Grupo Aéreo de Abastecimento (GAAB)
  - Grupo Aéreo de Manutenção (GAM-SEMAR)
  - Direção de Recrutamento e Mobilização da FAP (DISERMFAER)

## Inventário
| Aeronave                             | Variante                                | Em serviço     | Tipo                    | Origem         |                        |       |   |        |        |
| Aeronave de Combate                  |                                         |                |                         |                |                        |       |   |        |        |
| Embraer EMB-314 Super Tucano         | A-29                                    | 6 encomendadas | Ataque                  | Brasil\|-      | Embraer EMB-312 Tucano | AT-27 | 6 | Ataque | Brasil |
| Aeronave de Transporte               |                                         |                |                         |                |                        |       |   |        |        |
| Cessna 208 Caravan                   | 208B Grand Caravan                      | 5              | Transporte / Utilitário | Estados Unidos |                        |       |   |        |        |
| Cessna 680 Citation Sovereign        |                                         | 1              | VIP                     | Estados Unidos |                        |       |   |        |        |
| CASA C-212 Aviocar                   | C212-200 C212-400                       | 4 1            | Transporte / Utilitário | Espanha        |                        |       |   |        |        |
| de Havilland Canada DHC-6 Twin Otter | DHC-6-200                               | 1              | Transporte / Utilitário | Canadá         |                        |       |   |        |        |
| Aeronaves Utilitárias                |                                         |                |                         |                |                        |       |   |        |        |
| Beechcraft Baron                     | B58                                     | 3              | Utilitário              | Estados Unidos |                        |       |   |        |        |
| Cessna 206 Stationair                | U206G Stationair T206H Turbo Stationair | 1 3            | Utilitário              | Estados Unidos |                        |       |   |        |        |
| Cessna 210 Centurion                 | 210N Centurion                          | 8              | Utilitário              | Estados Unidos |                        |       |   |        |        |
| Aeronaves de Treinamento             |                                         |                |                         |                |                        |       |   |        |        |
| Enaer T-35 Pillán                    | T-35A T-35B                             | 4 3            | Treinamento             | Chile          |                        |       |   |        |        |
| Neiva T-25                           | T-25                                    | 12             | Treinamento             | Brasil         |                        |       |   |        |        |
| Aeronaves de Asas Rotativas          |                                         |                |                         |                |                        |       |   |        |        |
| Bell UH-1 Iroquois                   | UH-1H Huey                              | 12             | Utilitário              | Estados Unidos |                        |       |   |        |        |
| Bell 407                             | 407GXi                                  | 1              | VIP                     | Estados Unidos |                        |       |   |        |        |
| Bell 427                             |                                         | 1              | VIP                     | Estados Unidos |                        |       |   |        |        |